# Monarquía constitucional
La monarquía constitucional, también conocida como monarquía limitada o monarquía democrática, es una forma de monarquía en la que el monarca ejerce su autoridad de acuerdo con una constitución y no está solo en la toma de decisiones. En oposición a las monarquías absolutas (en las que un monarca es el único que toma las decisiones), es una forma de gobierno, en el cual existe separación de poderes, donde el monarca ostenta el poder ejecutivo nombrando al gobierno, mientras que el poder legislativo, lo ejerce una asamblea o parlamento, habitualmente electo por los ciudadanos.A diferencia de las monarquías absolutas, las constitucionales están obligadas a ejercer poderes y autoridades dentro de los límites prescritos por un marco legal establecido.
La ciencia política distingue entre monarquía constitucional y monarquía parlamentaria. En las monarquías constitucionales, el rey conserva el poder ejecutivo (pudiendo, por ejemplo, disolver el parlamento o dar sanción real a legislación). En cambio, en las monarquías parlamentarias, el poder ejecutivo proviene del legislativo, el cual es elegido por los ciudadanos, siendo el monarca una figura esencialmente simbólica. A nivel superficial, esta distinción puede ser difícil de establecer, ya que numerosas democracias liberales restringen el poder monárquico en la práctica más que en la ley escrita, por ejemplo, la constitución del Reino Unido, que otorga al monarca poderes legislativos y ejecutivos sustanciales, aunque limitados. Las monarquías constitucionales incluyen países como Liechtenstein, Mónaco, Marruecos, Jordania, Kuwait, Baréin o Bután, donde la constitución otorga poderes discrecionales sustanciales al soberano, mientras que ejemplos de monarquías parlamentarias incluyen países como el Reino Unido y otros reinos de la Mancomunidad, los Países Bajos, España, Bélgica, Noruega, Suecia, Lesoto, Malasia, Tailandia, Camboya o Japón, en los que el monarca retiene un poder de decisión personal significativamente menor, si es que alguno, en el ejercicio de su autoridad.
La monarquía constitucional puede referirse a un sistema en el que el monarca actúa como un jefe de Estado ceremonial político y no partidista según la constitución, ya sea de manera codificada o no codificada. Si bien la mayoría de los monarcas pueden tener autoridad formal y el gobierno puede operar legalmente en su nombre, en la forma típica en Europa el monarca ya no establece personalmente la política pública ni elige a los líderes políticos. El politólogo Vernon Bogdanor, parafraseando a Thomas Macaulay, ha definido al monarca constitucional como «un soberano que reina pero no gobierna».
Aunque las actuales monarquías son en su mayoría parlamentarias, históricamente no siempre ha sido así. Muchas de las monarquías han coexistido con constituciones fascistas (o en la práctica fascistas) como en Italia (desde 1861, una monarquía constitucional regida por el Estatuto Albertino de 1848, pero que a partir de 1922 convivió con el régimen dictatorial de Benito Mussolini) o Japón (la constitución japonesa de 1889 atribuía amplios poderes militares y políticos al emperador), o con dictaduras de gobierno militar como en Tailandia, en 2007.

## Historia

Monarquía constitucional o parlamentaria.
Monarquía de la Mancomunidad de Naciones (Commonwealth)
Monarquía semi-constitucional
Monarquía absoluta
Entidad monárquica a nivel sub-estatal

La monarquía constitucional más antigua que se remonta a la antigüedad fue la de los hititas. Eran un antiguo pueblo de Anatolia que vivió durante la Edad de Bronce, cuyo rey tenía que compartir su autoridad con una asamblea, llamada el Panku, que era el equivalente a una asamblea deliberativa o una legislatura actual. Los miembros del Panku procedían de familias nobles dispersas que trabajaban como representantes de sus súbditos en un panorama de tipo federal adjunto o subalterno.
La monarquía constitucional fue un paso intermedio o evolucionado ante la aparición de las primeras repúblicas modernas como Estados Unidos y Francia especialmente en el siglo XIX. Se pretendía pasar de monarquías absolutas, máximas representantes del Antiguo Régimen, a monarquías parlamentarias con un poder limitado.
La Constitución de 1791 estableció en Francia una monarquía constitucional. La autoridad real quedó supeditada a la de la ley. Confirmó la separación de poderes, el poder legislativo correspondía a una asamblea unicameral de 745 miembros elegida por dos años e indisoluble. El Rey Luis XVI quedó encargado del poder ejecutivo nombrando y revocando libremente a sus ministros, no tenía el poder de legislar ni poder financiero, no podía disolver la asamblea, pero tenía derecho a veto suspensivo, durante cuatro años, a las leyes que juzgara injustas o inconvenientes. La monarquía constitucional terminó el 21 de septiembre de 1792 cuando la asamblea legislativa proclamó la abolición de la monarquía, dando paso a la Primera República francesa. Posteriormente la Monarquía de Julio (1830 a 1848) también fue una monarquía constitucional, otorgándole al rey Luis Felipe I de Francia el poder ejecutivo y al parlamento bicameral el poder legislativo. El Imperio alemán (Deutsches Reich, 1871-1918) fue también una monarquía constitucional a nivel federal.

### Monarquía constitucional y absoluta

#### Inglaterra, Escocia y el Reino Unido
En el Reino de Inglaterra, la Revolución Gloriosa de 1688 impulsó la monarquía constitucional, restringida por leyes como el Bill of Rights 1689 y el Acta de Establecimiento de 1701, aunque la primera forma de constitución se promulgó con la Carta Magna de 1215. Al mismo tiempo, en el Escocia, la Convención de Estados promulgó la Ley de Reclamación de Derechos 1689, que puso límites similares a la monarquía escocesa.
Aunque la reina Ana fue la última monarca en vetar una ley del Parlamento cuando, el 11 de marzo de 1708, bloqueó el proyecto de ley de la milicia escocesa, los monarcas hannoverianos siguieron dictando selectivamente las políticas gubernamentales. Por ejemplo, el rey Jorge III bloqueó constantemente la Emancipación católica, lo que acabó precipitando la dimisión de William Pitt el Joven como primer ministro en 1801. La influencia del soberano en la elección del primer ministro fue disminuyendo paulatinamente durante este periodo, rey Guillermo IV fue el último monarca en destituir a un primer ministro, cuando en 1834 destituyó a Lord Melbourne como consecuencia de la elección de Melbourne de Lord John Russell como líder de la Cámara de los Comunes. La reina Victoria fue la última monarca que ejerció un verdadero poder personal, pero éste fue disminuyendo a lo largo de su reinado. En 1839, se convirtió en la última soberana en mantener a un primer ministro en el poder en contra de la voluntad del Parlamento, cuando la crisis de la alcoba dio lugar a la retención de la administración de Lord Melbourne. Al final de su reinado, sin embargo, no pudo hacer nada para bloquear los inaceptables (para ella) estrenos de William Gladstone, aunque siguió ejerciendo su poder en los nombramientos del Gabinete, por ejemplo en 1886 impidiendo la elección de Gladstone de Hugh Childers como Secretario de Guerra en favor de Sir Henry Campbell-Bannerman.
En la actualidad, el papel del monarca británico es, por convención, efectivamente ceremonial. En cambio, el Parlamento Británico y el Gobierno -principalmente en el cargo de primer ministro del Reino Unido- ejercen sus poderes en virtud de la "Prerrogativa Real (o de la Corona)": en nombre del monarca y a través de los poderes que aún posee formalmente el monarca.
Ninguna persona puede aceptar un cargo público importante sin prestar un juramento de lealtad al Rey
. Salvo contadas excepciones, el monarca está obligado por las convención constitucional a actuar siguiendo el consejo del Gobierno.

#### Europa continental
Polonia desarrolló la primera constitución para una monarquía en la Europa continental, con la Constitución del 3 de mayo de 1791; fue la segunda constitución de un solo documento en el mundo justo después de la primera Constitución de los Estados Unidos republicana. La monarquía constitucional también se dio brevemente en los primeros años de la Revolución Francesa, pero mucho más ampliamente después. Se considera que Napoleón Bonaparte fue el primer monarca que se proclamó a sí mismo como encarnación de la nación, en lugar de como gobernante designado divinamente; esta interpretación de la monarquía es propia de las monarquías constitucionales continentales. El filósofo alemán Georg Wilhelm Friedrich Hegel, en su obra Elementos de la filosofía del derecho (1820), dio al concepto una justificación filosófica que coincidía con la evolución de la teoría política contemporánea y con la visión cristiana del derecho natural del protestante. cristiana del derecho natural. La previsión de Hegel de un monarca constitucional con poderes muy limitados cuya función es encarnar el carácter nacional y dar continuidad constitucional en tiempos de emergencia se reflejó en el desarrollo de las monarquías constitucionales en Europa y Japón.

#### Monarquía ejecutiva contra monarquía ceremonial
Existen al menos dos tipos diferentes de monarquías constitucionales en el mundo moderno: la ejecutiva y la ceremonial. En las monarquías ejecutivas, el monarca ejerce un poder significativo (aunque no absoluto). La monarquía bajo este sistema de gobierno es una poderosa institución política (y social). Por el contrario, en las monarquías ceremoniales, el monarca tiene poco o ningún poder real o influencia política directa, aunque con frecuencia tienen una gran influencia social y cultural.
Monarquías constitucionales ejecutivas: Bután, Baréin, Jordania, Kuwait, Liechtenstein, Mónaco, Marruecos, Catar y Tonga.
Monarquías constitucionales ceremoniales (denominadas informalmente república coronada): Andorra, Antigua y Barbuda, Australia, Bahamas, Bélgica, Belice, Camboya, Canadá, Dinamarca, Granada, Jamaica, Japón, Lesoto, Luxemburgo, Malasia, Países Bajos, Nueva Zelanda, Noruega, Papúa Nueva Guinea, San Cristóbal y Nieves, Santa Lucía, San Vicente y las Granadinas, Islas Salomón, España, Suecia, Tailandia, Tuvalu y el Reino Unido.
La monarquía ceremonial y la ejecutiva, no deben confundirse con los sistemas monárquicos democráticos y no democráticos. Por ejemplo, en Liechtenstein y Mónaco, los monarcas gobernantes ejercen un importante poder ejecutivo. Sin embargo, no son monarcas absolutos, y estos países se consideran generalmente democracias.

### Monarquía constitucional moderna
Tal y como se concibió originalmente, un monarca constitucional era el jefe del poder ejecutivo y una figura bastante poderosa, aunque su poder estaba limitado por la constitución y el parlamento elegido. Es posible que algunos de los redactores de la Constitución de Estados Unidos concibieran al presidente como un monarca constitucional elegido, tal y como se entendía entonces el término, siguiendo el relato del Montesquieu sobre la separación de poderes.
El concepto actual de monarquía constitucional se desarrolló en el Reino Unido, donde los parlamentos elegidos democráticamente, y su líder, el primer ministro, ejercen el poder, habiendo cedido los monarcas el poder y quedando como cargo titular. En muchos casos, los monarcas, sin dejar de estar en lo más alto de la jerarquía política y social, pasaron a tener el estatus de "servidores del pueblo" para reflejar la nueva posición igualitaria. En el transcurso de la Monarquía de Julio de Francia, Luis Felipe I fue llamado "Rey de los franceses" en lugar de "Rey de Francia".
Tras la Unificación de Alemania, Otto von Bismarck rechazó el modelo británico. En la monarquía constitucional establecida bajo la Constitución del Imperio Alemán que Bismarck inspiró, el Kaiser conservaba un considerable poder ejecutivo real, mientras que el Canciller Imperial no necesitaba ningún voto de confianza parlamentario y gobernaba únicamente por mandato imperial. Sin embargo, este modelo de monarquía constitucional fue desacreditado y abolido tras la derrota de Alemania en la Primera Guerra Mundial. Más tarde, la Italia fascista también podría considerarse una monarquía constitucional, ya que había un rey como jefe de Estado titular, mientras que el poder real lo ostentaba Benito Mussolini en virtud de una constitución. Esto acabó por desacreditar a la monarquía italiana y llevó a su abolición en 1946. Tras la Segunda Guerra Mundial, las monarquías europeas supervivientes adoptaron casi siempre alguna variante del modelo de monarquía constitucional desarrollado originalmente en el Reino Unido.
Hoy en día se considera que una democracia parlamentaria que es una monarquía constitucional se diferencia de una que es una república sólo en los detalles y no en el fondo. En ambos casos, el jefe de Estado titular -el monarca o el presidente- desempeña la función tradicional de encarnar y representar a la nación, mientras que el gobierno es llevado a cabo por un gabinete compuesto predominantemente por Miembros del Parlamento elegidos.
Sin embargo, hay tres factores importantes que distinguen a las monarquías como el Reino Unido de los sistemas en los que el mayor poder podría recaer en el Parlamento. Estos son: la Prerrogativa Real, en virtud de la cual el monarca puede ejercer el poder en determinadas circunstancias muy limitadas; la Inmunidad Soberana, en virtud de la cual el monarca no puede hacer nada malo ante la ley porque el gobierno responsable se considera en cambio responsable; y el monarca puede no estar sujeto a las mismas restricciones fiscales o de uso de la propiedad que la mayoría de los ciudadanos. Otros privilegios pueden ser nominales o ceremoniales (por ejemplo, cuando el ejecutivo, el poder judicial, la policía o las fuerzas armadas actúan bajo la autoridad de la Corona o le deben lealtad).
En la actualidad, algo más de una cuarta parte de las monarquías constitucionales son países de Europa Occidental, entre ellos Reino Unido, España, Países Bajos, Bélgica, Noruega, Dinamarca, Luxemburgo, Mónaco, Liechtenstein y Suecia. Sin embargo, las dos monarquías constitucionales más pobladas del mundo se encuentran en Asia: Japón y Tailandia. En estos países, el primer ministro ostenta los poderes cotidianos de gobierno, mientras que el monarca conserva poderes residuales (aunque no siempre insignificantes). Los poderes del monarca difieren según los países. En Dinamarca y Bélgica, por ejemplo, el monarca nombra formalmente a un representante para presidir la creación de un gobierno de coalición tras unas elecciones parlamentarias, mientras que en Noruega el Rey preside reuniones especiales del cabinet.
En casi todos los casos, el monarca sigue siendo el jefe del ejecutivo nominal, pero está obligado por convención a actuar siguiendo el consejo del Gabinete. Sólo unas pocas monarquías (sobre todo Japón y Suecia) han modificado sus constituciones para que el monarca deje de ser siquiera el jefe del ejecutivo nominal.
Había quince monarquías constitucionales bajo el mando de la reina Isabel II, que se conocen como reinos de la Mancomunidad. A diferencia de algunos de sus homólogos europeos continentales, la monarca y sus gobernadores generales en los reinos de la Mancomunidad tienen importantes poderes de "reserva" o "prerrogativa", que se ejercen en momentos de extrema emergencia o crisis constitucional, normalmente para mantener el gobierno parlamentario. Un caso en el que el Gobernador General ejerció este poder se produjo durante la crisis constitucional australiana de 1975, cuando el primer ministro australiano, Gough Whitlam, fue destituido por el gobernador general. El Senado australiano había amenazado con bloquear el presupuesto del Gobierno al negarse a aprobar los proyectos de ley de asignación necesarios. El 11 de noviembre de 1975, Whitlam pretendía convocar unas elecciones a mitad del Senado para intentar desbloquear la situación. Cuando solicitó la aprobación de las elecciones por parte del gobernador general, éste le destituyó como primer ministro. Poco después instaló en su lugar al líder de la oposición Malcolm Fraser. Actuando con rapidez, antes de que todos los parlamentarios se enteraran del cambio de gobierno, Fraser y sus aliados consiguieron que se aprobaran los proyectos de ley de apropiaciones, y el Gobernador General disolvió el Parlamento para celebrar unas elecciones de doble disolución. Fraser y su gobierno regresaron con una gran mayoría. Esto dio lugar a muchas especulaciones entre los partidarios de Whitlam sobre si este uso de los poderes de reserva del Gobernador General era apropiado, y si Australia debería convertirse en una república. Sin embargo, entre los partidarios de la monarquía constitucional, la experiencia confirmó el valor de la monarquía como fuente de controles y equilibrios frente a los políticos elegidos que pudieran buscar poderes que excedieran los conferidos por la constitución y, en última instancia, como salvaguarda frente a la dictadura.
En la monarquía constitucional de Tailandia, el monarca es reconocido como jefe de Estado, jefe de las Fuerzas Armadas, defensor de la religión budista y defensor de la fe. El anterior rey inmediato, Bhumibol Adulyadej, fue el monarca que más tiempo reinó en el mundo y en toda la historia de Tailandia, antes de fallecer el 13 de octubre de 2016. Bhumibol reinó durante varios cambios políticos en el gobierno tailandés. Desempeñó un papel influyente en cada uno de ellos, actuando a menudo como mediador entre oponentes políticos en disputa. (Véase el papel de Bhumibol en Política tailandesa. Entre los poderes que conserva el monarca tailandés en virtud de la Constitución, la lesa majestad protege la imagen del monarca y le permite desempeñar un papel en la política. Conlleva estrictas sanciones penales para los infractores. En general, el pueblo tailandés siente veneración por Bhumibol. Gran parte de su influencia social surgió de esta reverencia y de los esfuerzos de mejora socioeconómica emprendidos por la familia real.
En el Reino Unido, un debate frecuente se centra en cuándo es apropiado que un monarca británico actúe. Cuando un monarca actúa, a menudo se produce una controversia política, en parte porque se considera que la neutralidad de la corona se ve comprometida en favor de un objetivo partidista, mientras que algunos politólogos defienden la idea de un "monarca intervencionista" como control de posibles acciones ilegales de los políticos. Por ejemplo, el monarca del Reino Unido puede, en teoría, ejercer un veto absoluto sobre la legislación negando el consentimiento real. Sin embargo, ningún monarca lo ha hecho desde 1708, y la opinión generalizada es que éste y muchos otros poderes políticos del monarca son poderes caducos.
Actualmente existen 43 monarquías en todo el mundo.